# Furcula pluvialis
Furcula pluvialis är en fjärilsart som beskrevs av Dyar 1922. Furcula pluvialis ingår i släktet Furcula och familjen tandspinnare. Inga underarter finns listade i Catalogue of Life.